# Sławociech
Sławociech, Sławciech – staropolskie imię męskie, złożone z członów Sławo- ("sława") i -ciech ("cieszyć się"). Może oznaczać "ten, kto cieszy się sławą".
Imię to nosił Sławociech, czeski książę z IX wieku.